# Institut français de recherche en Iran
Pour les articles homonymes, voir IFRI.
L'Institut français de recherche en Iran (en persan : انجمن ايرانشناسي فرانسه در ايران), abrégé en IFRI, est un institut de recherche basé à Téhéran. Sa mission est « de promouvoir la recherche dans le domaine des sciences humaines et sociales et de l'archéologie pour l'ensemble du monde iranien, de la préhistoire à nos jours ».

## Histoire
L'IFRI a été fondé en 1983, à la suite de la fusion de la Délégation archéologique française en Iran  (DAFI), formée en 1897 par Jacques de Morgan, et de l'Institut français d'iranologie de Téhéran (IFIT) fondé en 1947 par Henry Corbin. L'institut est sous la tutelle du ministère français des Affaires étrangères (direction générale de la mondialisation - direction des politiques de mobilité et d'attractivité - sous-direction des échanges scientifiques et de recherche). L'IFRI est devenu, à partir du mois d'août 2007, un laboratoire du CNRS : l'unité de service et de recherche 3139, rattachée à la délégation de Paris A. Le 5 janvier 2023, à la suite de la publication de caricatures du guide suprême iranien, Ali Khamenei, dans le journal satirique Charlie Hebdo, la république islamique d'Iran annonce la fermeture de l'institut.

## Activités
L'IFRI est un point de passage pour les chercheurs français, iraniens et européens (ou d'autres nationalités) désirant séjourner à Téhéran. Il met à leur disposition cinq chambres d'hôtes et une bibliothèque de 27 500 ouvrages et 788 périodiques dont 115 vivants, 48 manuscrits numérisés, des cartes, plans, cassettes, vidéos, cd-roms, en persan, français, anglais, allemand, arabe, etc. L'IFRI met à disposition des bourses pour les jeunes chercheurs.

## Gestion de l'institut
Les recherches sont réparties en trois grands domaines : archéologie et histoire ancienne, iranologie et monde iranien contemporain, dans toutes les disciplines les concernant. Tous les programmes de recherche de l'IFRI sont menés en coopération avec des institutions iraniennes, surtout à Téhéran, mais sans exclure les universités et centres de recherche de province.
L'IFRI est géré scientifiquement par un conseil scientifique qui se réunit tous les ans à Paris et qui gère le pôle régional TIAC (Turquie, Iran, Asie centrale) constitué de l'IFEA (Institut français d'études anatoliennes, Istanbul), de l'IFRI (Téhéran) et de l'IFEAC (Institut français d'étude sur l'Asie centrale, Tachkent).
Les membres du conseil scientifique de l'IFRI sont :
- Pierre Briant, professeur au Collège de France (président)
- Michel Bernardini, Instituto universitario orientale, Dipartimento di studi asiatici
- Georges Charachidzé, professeur émérite
- Nathalie Clayer, chargée de recherche, CNRS-EHESS
- Pierre Debord, professeur des universités
- François Georgeon, directeur de recherche au CNRS
- Maurice Godelier, directeur d'études, EHESS
- Atlan Gokalp, directeur de recherche, CNRS
- Frantz Grenet, directeur de recherche, CNRS, ENS, laboratoire d'archéologie
- Philippe Huyse, chargé de recherche, CNRS-EPHE
- Monique Kervran, directeur de recherche CNRS
- Azadeh Kian-Thiebaut, maître de conférences, université Paris VIII
- Yves Porter, maître de conférences, université Aix-Marseille I
- Jean Radvanyi, professeur des universités, Inalco

## Directeurs
- 1998-2002 : Christophe Balaÿ

- 2006-2008 : Christian Bromberger

- depuis 2018 : Denis Hermann